# Die Pyramide (Hochhaus)

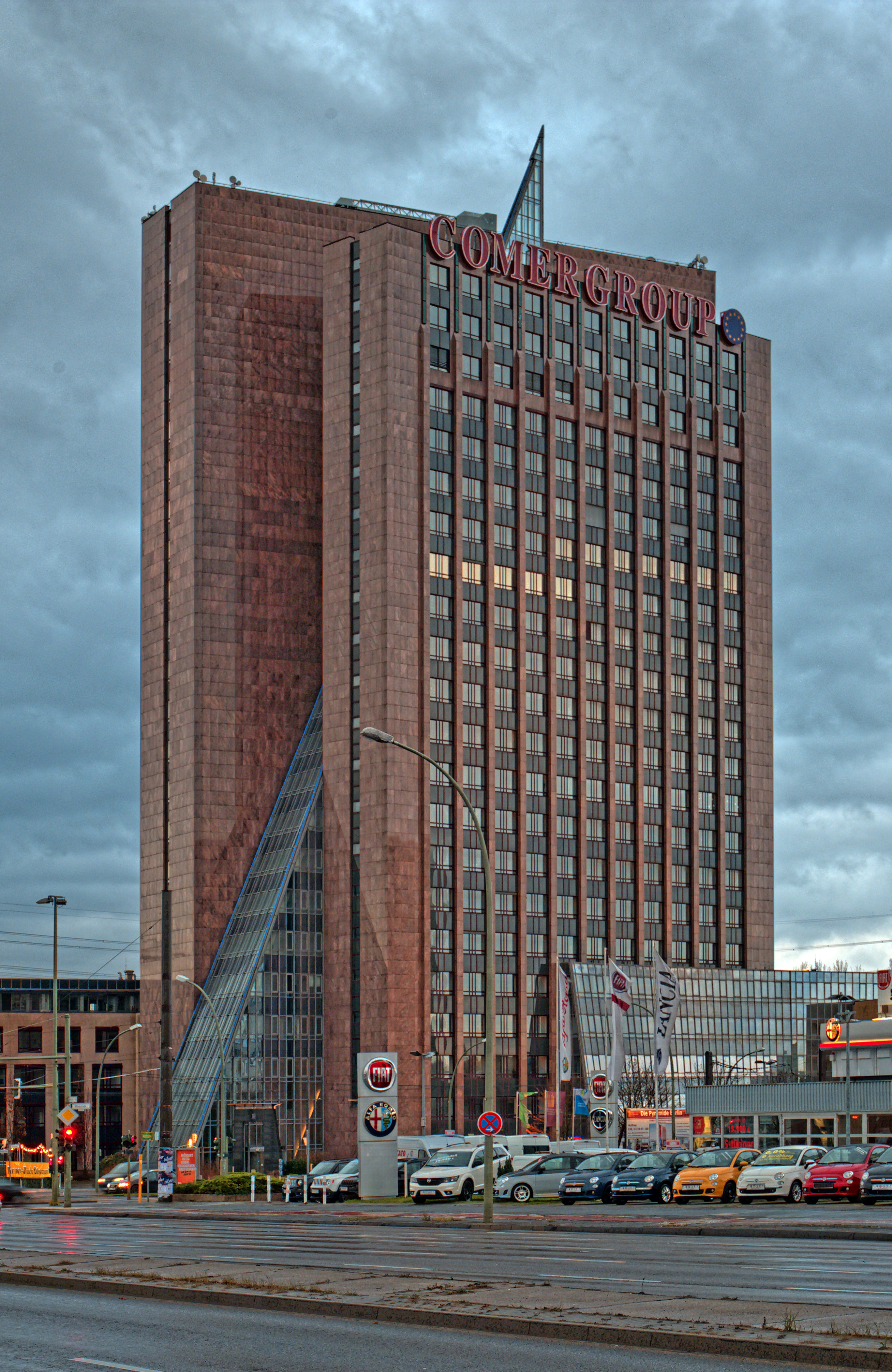
Die Pyramide, 2014

Die Pyramide ist ein 1994/1995 errichtetes Hochhaus im Berliner Bezirk Marzahn-Hellersdorf, Ortsteil Marzahn, an der Kreuzung Rhinstraße / Landsberger Allee. Das Bürohaus und die angrenzenden Nebengebäude haben zusammen eine Nutzfläche von 43.800 m². Es wurde von der Fundus-Gruppe aus Düren für rund 145 Millionen Euro gebaut. Offizieller Fertigstellungstermin war der 17. Januar 1995. Mit einer Höhe von 100 m ist es das höchste Gebäude im gesamten Bezirk.

## Gebäudebeschreibung
Das zweiflügelige Hauptgebäude hat 23 Etagen und fällt durch seine Architektur auf, die in das eigentlich gewöhnlich aussehende Gebäude eine pyramidenähnliche Glasfassade integriert hat. Die Pyramide selbst stellt einen übergroßen Chronometer dar.

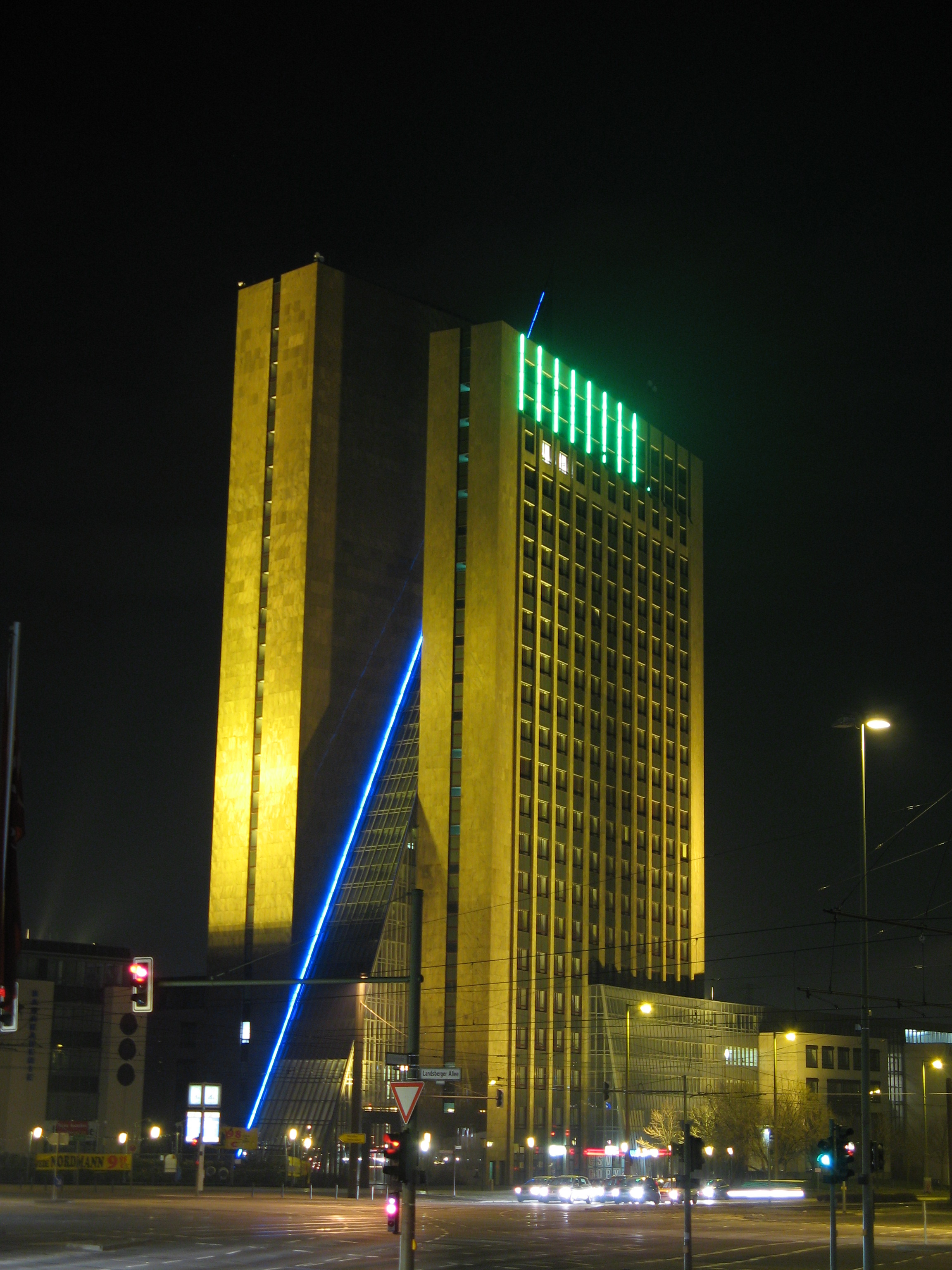
Nachtaufnahme des Gebäudes um 20:02:50 Uhr im Jahr 2007

An den oberen Stockwerken der Westfassade des Hauptgebäudes befinden sich in grünen Lichtleisten Stunden- und Minutenanzeige. Die pyramidenartige Glasfassade an der Nordseite beinhaltet die Anzeige der Sekunden (blaue Lichtleisten; jeweils pro Sekunde links und rechts der Glasfassade eine Lampe mehr). Jeweils zur vollen Minute wird von der Spitze ein Lichtblitz ausgesendet. Die Pyramide gilt als größte Uhr Europas. Von Anfang 2006 bis Dezember 2007 und seit Anfang 2009 ist die Uhr außer Betrieb.

## Besitzer und Nutzung
Zur Finanzierung des Gebäudes wurde von der Fundus-Gruppe ein geschlossener Immobilienfonds aufgelegt. Aufgrund ausbleibender Überschüsse wegen der zu geringen Mietauslastung warfen die Anleger der Fundus-Gruppe Betrug vor. Sie gaben an, dass die vermietbare Fläche im Prospekt als zu groß angegeben worden sei und demzufolge die Mieteinnahmen überschätzt wurden. Die Fundus-Gruppe wies diese Behauptungen als inkorrekt zurück.
Im Jahr 2006 verkaufte der Investor das Gebäude an die Comer Group International. Das britische Immobilienunternehmen hat in der Pyramide seine Kontinentaleuropa-Niederlassung untergebracht. 350 Mitarbeiter belegen dabei rund ein Drittel der Fläche. In zwei Etagen des Nebengebäudes wurde ein Business-Hotel mit 70 Zimmern eingerichtet. Dazu zogen die wenigen Mieter schrittweise aus.
Das Gebäude diente im August 2005 als Drehort für ein Musikvideo der Gruppe Rammstein. In dem Video zu Benzin spielen fünf Bandmitglieder Feuerwehrleute, die beim Versuch versagen, einen Lebensmüden (Keyboarder Christian Lorenz) zu retten, der von dem Hochhaus springen will.